# Dachówka holenderka
Dachówka holenderka (esówka) – ceramiczna dachówka ciągniona, prostokątna, której przekrój poprzeczny ma kształt litery „S”.
Dachówki tego typu układa się tak, by zachodziły na siebie.

Była stosowana od XV wieku we Flandrii.
| Pokrycie dachowe z esówek | Dachówki holenderki |